# Liste der Geotope im Landkreis Freudenstadt
Diese sortierbare Liste der Geotope im Landkreis Freudenstadt enthält die Geotope des baden-württembergischen Landkreises Freudenstadt, die amtlichen Bezeichnungen für Namen und Nummern sowie deren geographische Lage. Die Geotope sind im Geotop-Kataster Baden-Württemberg dokumentiert und umfassen Aufschlüsse von Gesteinen, Böden, Mineralien und Fossilien sowie besondere Landschaftsteile.

## Liste
Im Landkreis sind 98 Geotope (Stand 22. Januar 2020) offiziell vom Landesamt für Geologie, Rohstoffe und Bergbau (LGRB) ausgewiesen:
| Steckbrief Nr. (PDF) | Name                                                                                  | Geotoptyp          | Gemeinde/Stadt, Gemarkung                         | Koordinaten                     | Bild           | Bemerkungen |
| -------------------- | ------------------------------------------------------------------------------------- | ------------------ | ------------------------------------------------- | ------------------------------- | -------------- | --- |
| 1049                 | Teufelskanzel                                                                         | Felsformation      | Bad Rippoldsau-Schapbach Gemarkung Bad Rippoldsau | 48° 26′ 55,8″ N, 8° 16′ 27,4″ O |                | Geologische Einheit: Mittlerer Buntsandstein Status: geschützt (Naturdenkmal Teufelskanzel)                             |
| 1050                 | Kastelstein                                                                           | Felsformation      | Bad Rippoldsau-Schapbach Gemarkung Bad Rippoldsau | 48° 26′ 50,3″ N, 8° 19′ 16,3″ O |                | Geologische Einheit: Mittlerer Buntsandstein Status: geschützt (Naturdenkmal Sandsteinblock "Kastelstein")              |
| 1051                 | Absbachwasserfall                                                                     | Wasserfall         | Bad Rippoldsau-Schapbach Gemarkung Bad Rippoldsau | 48° 26′ 10,7″ N, 8° 16′ 23,6″ O |                | Geologische Einheit: Mittlerer Buntsandstein Status: geschützt (Naturdenkmal Absbachwasserfall)                         |
| 1052                 | Erzknappenfelsen                                                                      | Felsformation      | Bad Rippoldsau-Schapbach Gemarkung Bad Rippoldsau | 48° 24′ 10″ N, 8° 19′ 3,9″ O    |                | Geologische Einheit: Mittlerer Buntsandstein Status: geschützt (Naturdenkmal Erzknappenfelsen)                          |
| 1053                 | Glackstein (Klagstein)                                                                | Felsformation      | Bad Rippoldsau-Schapbach Gemarkung Schapbach      | 48° 24′ 50″ N, 8° 15′ 17,7″ O   |                | Geologische Einheit: Mittlerer Buntsandstein Status: geschützt (Naturdenkmal Sandsteinblock "Glackstein" ("Klagstein")) |
| 1054                 | Glaswaldsee ca. 4000 m W von Bad Rippoldsau                                           | Kar                | Bad Rippoldsau-Schapbach Gemarkung Schapbach      | 48° 25′ 32,6″ N, 8° 15′ 41,9″ O |                | Geologische Einheit: Mittlerer Buntsandstein Status: mit geschützt (NSG Glaswaldsee)                                    |
| 1055                 | Buntsandsteinschlucht "Gierisloch" mit Gierisstein                                    | Landschaftselement | Bad Rippoldsau-Schapbach Gemarkung Schapbach      | 48° 20′ 58,9″ N, 8° 18′ 3,3″ O  |                | Geologische Einheit: Mittlerer Buntsandstein Status: geschützt (Naturdenkmal Buntsandsteinschlucht "Gierisloch")        |
| 1056                 | Pommersloch beim Dreifürstenstein/Hornisgrinde                                        | Kar                | Baiersbronn                                       | 48° 36′ 9,5″ N, 8° 12′ 42,2″ O  |                | Geologische Einheit: Mittlerer Buntsandstein Status: mit geschützt (Nationalpark Schwarzwald)                           |
| 1057                 | Wildseekar am östl. Seekopf ca. 4600 m SW der Hornisgrinde                            | Kar                | Baiersbronn                                       | 48° 34′ 10,4″ N, 8° 14′ 21,6″ O |                | Geologische Einheit: Unterer Buntsandstein Status: mit geschützt (Nationalpark Schwarzwald)                             |
| 1058                 | Kar am Pfälzerkopf ca. 6000 m SE der Hornisgrinde                                     | Kar                | Baiersbronn                                       | 48° 33′ 45,9″ N, 8° 15′ 24,9″ O |                | Geologische Einheit: Unterer Buntsandstein Status: mit geschützt (Nationalpark Schwarzwald)                             |
| 1059                 | Kar im Sauloch ca. 3300 m NNW von Obertal                                             | Kar                | Baiersbronn                                       | 48° 33′ 38,1″ N, 8° 16′ 14,8″ O |                | Geologische Einheit: Unterer Buntsandstein Status: mit geschützt (Nationalpark Schwarzwald)                             |
| 1060                 | Kar "Saumüsse" ca. 2600 m N von Obertal                                               | Kar                | Baiersbronn                                       | 48° 33′ 25,6″ N, 8° 16′ 39,8″ O |                | Geologische Einheit: Unterer Buntsandstein Status: mit geschützt (Nationalpark Schwarzwald)                             |
| 1061                 | Kar im Melkenteich ca. 1000 m S vom Ruhestein                                         | Kar                | Baiersbronn                                       | 48° 33′ 11″ N, 8° 13′ 11,8″ O   |                | Geologische Einheit: Unterer Buntsandstein Status: mit geschützt (Nationalpark Schwarzwald)                             |
| 1062                 | Schliffkopf                                                                           | Landschaftselement | Baiersbronn                                       | 48° 32′ 7,8″ N, 8° 12′ 54,3″ O  |                | Geologische Einheit: Mittlerer Buntsandstein Status: mit geschützt (Nationalpark Schwarzwald)                           |
| 1063                 | Kar im Schrofelteich ca. 4300 m W von Obertal                                         | Kar                | Baiersbronn                                       | 48° 32′ 2,3″ N, 8° 13′ 44,6″ O  |                | Geologische Einheit: Unterer Buntsandstein Status: mit geschützt (Nationalpark Schwarzwald)                             |
| 1064                 | Buhlbachsee ca. 5000 m SW von Obertal                                                 | Kar                | Baiersbronn                                       | 48° 30′ 1,2″ N, 8° 14′ 42,9″ O  |                | Geologische Einheit: Mittlerer Buntsandstein Status: mit geschützt (Nationalpark Schwarzwald)                           |
| 1065                 | Ellbachsee N der Gemeinde Kniebis                                                     | Kar                | Baiersbronn                                       | 48° 28′ 57,9″ N, 8° 18′ 18,1″ O |                | Geologische Einheit: Mittlerer Buntsandstein Status: geschützt (Naturdenkmal Ellbachsee)                                |
| 1066                 | Sankenbachwasserfall                                                                  | Wasserfall         | Baiersbronn                                       | 48° 28′ 57,9″ N, 8° 18′ 18,1″ O |                | Geologische Einheit: Unterer Buntsandstein Status: geschützt (Naturdenkmal Sankenbacher Wasserfälle)                    |
| 1067                 | Bodenloser See, Empfingen                                                             | Doline             | Empfingen                                         | 48° 24′ 40,2″ N, 8° 42′ 24,9″ O |                | Geologische Einheit: Unterer Keuper Status: geschützt (Naturdenkmal Bodenloser See)                                     |
| 1068                 | Dießener Tuffsteinrinne                                                               | Tuffrinne          | Horb am Neckar Gemarkung Diessen                  | 48° 25′ 38,8″ N, 8° 35′ 24,8″ O |                | Geologische Einheit: Mittlerer Muschelkalk Status: mit geschützt (NSG Dießener Tal und Seitentäler)                     |
| 1069                 | Ehem. Steinbruch NW Diessen                                                           | Aufschluss         | Horb am Neckar Gemarkung Diessen                  | 48° 26′ 0,8″ N, 8° 35′ 11,5″ O  |                | Geologische Einheit: Unterer Muschelkalk Status: mit geschützt (NSG Dießener Tal und Seitentäler)                       |
| 1070                 | Hohler Stein                                                                          | Felsformation      | Pfalzgrafenweiler                                 | 48° 31′ 23,8″ N, 8° 34′ 59,6″ O |                | Geologische Einheit: Mittlerer Buntsandstein Status: geschützt (Naturdenkmal Hohler Stein)                              |
| 1071                 | Kar im Talschluss des Buchbachs ca. 3700 m N von Alpirsbach                           | Kar                | Alpirsbach Gemarkung Ehlenbogen                   | 48° 22′ 43,2″ N, 8° 23′ 52,7″ O |                | Geologische Einheit: Unterer Buntsandstein                                                                              |
| 1072                 | Kar wenig unterh. vom Nonnenstein, ca. 2800 m N von Alpirsbach                        | Kar                | Alpirsbach Gemarkung Ehlenbogen                   | 48° 22′ 13″ N, 8° 23′ 38″ O     |                | Geologische Einheit: Unterer Buntsandstein                                                                              |
| 1073                 | Alter Weiher am Osthang des Roßbergs wenig W des Stausees Kleine Kinzig               | Kar                | Alpirsbach Gemarkung Reinerzau                    | 48° 24′ 0,1″ N, 8° 21′ 26,4″ O  |                | Geologische Einheit: Unterer Buntsandstein                                                                              |
| 1074                 | Steinbruch am Bühlberg N von Rippoldsau-Schapbach                                     | Aufschluss         | Bad Rippoldsau-Schapbach Gemarkung Bad Rippoldsau | 48° 27′ 20,3″ N, 8° 17′ 9,9″ O  |                | Geologische Einheit: Kristallines Grundgebirge                                                                          |
| 1075                 | Burgbachwasserfall                                                                    | Wasserfall         | Bad Rippoldsau-Schapbach Gemarkung Bad Rippoldsau | 48° 24′ 36,3″ N, 8° 20′ 5,3″ O  |                | Geologische Einheit: Oberrotliegendes/ Granitisches Grundgebirge                                                        |
| 1076                 | Kar beim Teufelsriss ca. 2700 m ENE von Bad Griesbach                                 | Kar                | Bad Rippoldsau-Schapbach Gemarkung Bad Rippoldsau | 48° 27′ 36,9″ N, 8° 16′ 30,7″ O |                | Geologische Einheit: Unterer Buntsandstein                                                                              |
| 1077                 | Sommergrube ca. 2700 m E von Bad Griesbach                                            | Kar                | Bad Rippoldsau-Schapbach Gemarkung Bad Rippoldsau | 48° 27′ 14″ N, 8° 16′ 46,1″ O   |                | Geologische Einheit: Unterer Buntsandstein                                                                              |
| 1078                 | Kar im Sumpf ca. 3000 m WNW von Bad Rippoldsau                                        | Kar                | Bad Rippoldsau-Schapbach Gemarkung Bad Rippoldsau | 48° 26′ 24,2″ N, 8° 16′ 46,8″ O |                | Geologische Einheit: Unterer Buntsandstein                                                                              |
| 1079                 | Kar unterhalb der Absbachhöhe ca. 2500 m WNW von Bad Rippoldsau                       | Kar                | Bad Rippoldsau-Schapbach Gemarkung Bad Rippoldsau | 48° 26′ 8,9″ N, 8° 17′ 29,3″ O  |                | Geologische Einheit: Unterer Buntsandstein                                                                              |
| 1080                 | Kar in der Wasserebene ca. 2000 m WNW von Bad Rippoldsau                              | Kar                | Bad Rippoldsau-Schapbach Gemarkung Bad Rippoldsau | 48° 26′ 3,7″ N, 8° 18′ 17,1″ O  |                | Geologische Einheit: Rotliegend                                                                                         |
| 1081                 | Kar in der Seehalde ca. 600 m ESE vom Glaswaldsee, ca. 3700 m E von Bad Rippoldsau    | Kar                | Bad Rippoldsau-Schapbach Gemarkung Schapbach      | 48° 25′ 26,7″ N, 8° 16′ 15″ O   |                | Geologische Einheit: Unterer Buntsandstein                                                                              |
| 1082                 | Kar im Gebiet "Wanne" ca. 3500 m WSW von Bad Rippoldsau                               | Kar                | Bad Rippoldsau-Schapbach Gemarkung Schapbach      | 48° 25′ 12,2″ N, 8° 16′ 31,8″ O |                | Geologische Einheit: Unterer Buntsandstein                                                                              |
| 1083                 | Halde Grube Friedrich Christian, Bad Rippoldsau-Wildschapbach                         | Halde              | Bad Rippoldsau-Schapbach Gemarkung Schapbach      | 48° 23′ 4,2″ N, 8° 16′ 13,7″ O  |                | |
| 1084                 | Aufg. Steinbruch an Strasse S Rippoldsau-Wildschapbach                                | Aufschluss         | Bad Rippoldsau-Schapbach Gemarkung Schapbach      | 48° 22′ 44,2″ N, 8° 16′ 23,7″ O |                | Geologische Einheit: Gneis                                                                                              |
| 1085                 | Aufschlüsse entlang Rotmurg NW Baiersbronn-Obertal (1)                                | Aufschluss         | Baiersbronn                                       | 48° 32′ 54,7″ N, 8° 14′ 25,7″ O |                | Geologische Einheit: Rotliegend                                                                                         |
| 1086                 | Aufschlüsse entlang Rotmurg NW Baiersbronn-Obertal (2)                                | Aufschluss         | Baiersbronn                                       | 48° 32′ 53,5″ N, 8° 14′ 50,1″ O |                | Geologische Einheit: Rotliegend                                                                                         |
| 1087                 | Aufschlüsse entlang Rotmurg NW Baiersbronn-Obertal (3)                                | Aufschluss         | Baiersbronn                                       | 48° 32′ 58,9″ N, 8° 15′ 27,1″ O |                | Geologische Einheit: Paragneis                                                                                          |
| 1088                 | Aufschlüsse entlang Rotmurg NW Baiersbronn-Obertal (4)                                | Aufschluss         | Baiersbronn                                       | 48° 32′ 41,4″ N, 8° 16′ 9,3″ O  |                | Geologische Einheit: Paragneis                                                                                          |
| 1089                 | Aufschlüsse entlang Rotmurg NW Baiersbronn-Obertal (5)                                | Aufschluss         | Baiersbronn                                       | 48° 32′ 30,2″ N, 8° 16′ 32,8″ O |                | Geologische Einheit: Rotliegend                                                                                         |
| 1090                 | Aufschluss Buhlbachsaue SW Baiersbronn-Obertal                                        | Aufschluss         | Baiersbronn                                       | 48° 31′ 32,6″ N, 8° 16′ 30,7″ O |                | Geologische Einheit: Rotliegend                                                                                         |
| 1091                 | Felsen Ruine Tannenfels, Baiersbronn-Obertal                                          | Felsformation      | Baiersbronn                                       | 48° 31′ 39″ N, 8° 18′ 1,3″ O    | weitere Bilder | Geologische Einheit: Unterer Buntsandstein                                                                              |
| 1092                 | Aufschluss im Ellbachtal S von Baiersbronn-Mitteltal                                  | Aufschluss         | Baiersbronn                                       | 48° 30′ 7,4″ N, 8° 19′ 1″ O     |                | Geologische Einheit: Gneis                                                                                              |
| 1093                 | Pudelstein im Steinmissekar, Baiersbronn-Tonbach                                      | Felsformation      | Baiersbronn                                       | 48° 32′ 48,6″ N, 8° 20′ 46,1″ O |                | Geologische Einheit: Mittlerer Buntsandstein                                                                            |
| 1094                 | Gebiet Elme W von Baiersbronn-Tonbach                                                 | Aufschluss         | Baiersbronn                                       | 48° 32′ 3,1″ N, 8° 20′ 17,5″ O  |                | Geologische Einheit: Karneol-Horizont                                                                                   |
| 1095                 | Ehem. Steinbruch Stern W von Baiersbronn                                              | Aufschluss         | Baiersbronn                                       | 48° 30′ 49,8″ N, 8° 21′ 0,8″ O  |                | Geologische Einheit: Gneis                                                                                              |
| 1096                 | Ehem. Steinbruch am Rauhfels W von Baiersbronn                                        | Aufschluss         | Baiersbronn                                       | 48° 30′ 49,6″ N, 8° 21′ 16,9″ O |                | Geologische Einheit: Gneis                                                                                              |
| 1097                 | Ehem. Steinbruch Aue am Rinkenkopf, Baiersbronn                                       | Aufschluss         | Baiersbronn                                       | 48° 30′ 42″ N, 8° 21′ 44,3″ O   |                | Geologische Einheit: Gneis                                                                                              |
| 1098                 | Kar Fischergrube ca. 2500 m NNE von Ruhestein                                         | Kar                | Baiersbronn                                       | 48° 34′ 50,9″ N, 8° 14′ 24,9″ O |                | Geologische Einheit: Unterer Buntsandstein Status: mit geschützt (Nationalpark Schwarzwald)                             |
| 1099                 | Kar Klein-Leinkopf ca. 1200 m SSW von Zwickgabel                                      | Kar                | Baiersbronn                                       | 48° 34′ 33,4″ N, 8° 18′ 39,9″ O |                | Geologische Einheit: Unterer Buntsandstein Status: mit geschützt (Nationalpark Schwarzwald)                             |
| 1100                 | Kar Pfälzergrub am Pfälzerkopf ca. 5300 m SE der Hornisgrinde                         | Kar                | Baiersbronn                                       | 48° 34′ 2,2″ N, 8° 14′ 52″ O    |                | Geologische Einheit: Unterer Buntsandstein Status: mit geschützt (Nationalpark Schwarzwald)                             |
| 1101                 | Kammerloch ca. 2500 m WNW von Obertal                                                 | Kar Wasserfall     | Baiersbronn                                       | 48° 32′ 21,6″ N, 8° 15′ 7,2″ O  |                | Geologische Einheit: Unterer Buntsandstein Status: mit geschützt (Nationalpark Schwarzwald)                             |
| 1102                 | Kar Dölle ca. 2000 m NW von Obertal                                                   | Kar                | Baiersbronn                                       | 48° 32′ 23,8″ N, 8° 15′ 56,4″ O |                | Geologische Einheit: Unterer Buntsandstein                                                                              |
| 1103                 | Aufg. Steinbruch und Weganschnitte an der Elme N von Mitteltal                        | Aufschluss         | Baiersbronn                                       | 48° 32′ 24,2″ N, 8° 19′ 38,2″ O |                | Geologische Einheit: Karneol-Horizont                                                                                   |
| 1104                 | Kar am Osthang des Gaiskopfs ca. 4300 m W von Obertal                                 | Kar                | Baiersbronn                                       | 48° 31′ 42,8″ N, 8° 13′ 44,9″ O |                | Geologische Einheit: Unterer Buntsandstein Status: mit geschützt (Nationalpark Schwarzwald)                             |
| 1105                 | Kar Weiher direkt S oberh. von Obertal                                                | Kar                | Baiersbronn                                       | 48° 31′ 42,9″ N, 8° 17′ 20,8″ O |                | Geologische Einheit: Unterer Buntsandstein                                                                              |
| 1106                 | Ilgenbacher Grub am östl. Hang des Burgkopfs S von Obertal                            | Kar                | Baiersbronn                                       | 48° 31′ 12,2″ N, 8° 17′ 26,1″ O |                | Geologische Einheit: Unterer Buntsandstein                                                                              |
| 1107                 | Schramberger Grub W von Mitteltal                                                     | Kar                | Baiersbronn                                       | 48° 31′ 3,4″ N, 8° 18′ 55,4″ O  |                | Geologische Einheit: Unterer Buntsandstein                                                                              |
| 1108                 | Kar beim Mosesbrunnen ca. 4500 m WSW von Obertal                                      | Kar                | Baiersbronn                                       | 48° 30′ 43,7″ N, 8° 14′ 0,9″ O  |                | Geologische Einheit: Unterer Buntsandstein Status: mit geschützt (Nationalpark Schwarzwald)                             |
| 1109                 | Kar im Bärteich ca. 4000 m SW von Obertal                                             | Kar                | Baiersbronn                                       | 48° 30′ 10,9″ N, 8° 15′ 16,9″ O |                | Geologische Einheit: Unterer Buntsandstein Status: mit geschützt (Nationalpark Schwarzwald)                             |
| 1110                 | Kar Leiternstüble (auch Hirschlache) 2800 m SSW von Obertal                           | Kar                | Baiersbronn                                       | 48° 30′ 34,2″ N, 8° 16′ 15,5″ O |                | Geologische Einheit: Unterer Buntsandstein Status: mit geschützt (Nationalpark Schwarzwald)                             |
| 1111                 | Bletschermiß ca. 3300 m S von Obertal                                                 | Kar                | Baiersbronn                                       | 48° 30′ 12,6″ N, 8° 16′ 33,8″ O |                | Geologische Einheit: Unterer Buntsandstein Status: mit geschützt (Nationalpark Schwarzwald)                             |
| 1112                 | Hintere Grub ca. 2000 m SW von Mitteltal                                              | Kar                | Baiersbronn                                       | 48° 30′ 43″ N, 8° 18′ 0,1″ O    |                | Geologische Einheit: Unterer Buntsandstein                                                                              |
| 1113                 | Rotegießen-Nord ca. 3000 m SW von Mitteltal                                           | Kar                | Baiersbronn                                       | 48° 30′ 23″ N, 8° 17′ 28,2″ O   |                | Geologische Einheit: Unterer Buntsandstein Status: mit geschützt (Nationalpark Schwarzwald)                             |
| 1114                 | Rotegießen-Süd ca. 3000 m SW von Mitteltal                                            | Kar                | Baiersbronn                                       | 48° 30′ 10,1″ N, 8° 17′ 29,4″ O |                | Geologische Einheit: Unterer Buntsandstein Status: mit geschützt (Nationalpark Schwarzwald)                             |
| 1115                 | Klappermisse im hinteren Tonbachtal ca. 2000 m NW von Vorder-Tonbach                  | Kar                | Baiersbronn                                       | 48° 32′ 36″ N, 8° 20′ 51,2″ O   |                | Geologische Einheit: Unterer Buntsandstein                                                                              |
| 1116                 | Saumüß ca. 2500 m SE von Klosterreichenbach                                           | Kar                | Baiersbronn                                       | 48° 30′ 24,3″ N, 8° 25′ 5,7″ O  |                | Geologische Einheit: Unterer Buntsandstein                                                                              |
| 1117                 | Weiher ca. 1200 m ENE der Alexanderschanze                                            | Kar                | Baiersbronn                                       | 48° 29′ 0,8″ N, 8° 17′ 27,9″ O  |                | Geologische Einheit: Unterer Buntsandstein Status: mit geschützt (Nationalpark Schwarzwald)                             |
| 1118                 | Kar in der Kienberghalde ca. 2300 m W von Baiersbronn                                 | Kar                | Baiersbronn                                       | 48° 29′ 49,6″ N, 8° 20′ 47″ O   |                | Geologische Einheit: Unterer Buntsandstein                                                                              |
| 1119                 | Weihermiß ca. 500 m SE vom Sankenbachkessel bzw. 3500 m SW von Baiersbronn            | Kar                | Baiersbronn                                       | 48° 28′ 44″ N, 8° 20′ 26,4″ O   |                | Geologische Einheit: Unterer Buntsandstein                                                                              |
| 1120                 | Wörnermiß am Westhang des Forbachtals W von Baiersbronn-Altaue                        | Kar                | Baiersbronn                                       | 48° 29′ 17,7″ N, 8° 22′ 15″ O   |                | Geologische Einheit: Unterer Buntsandstein                                                                              |
| 1121                 | Kar Marienplatz am W-Hang des Forbachtals W von Baiersbronn-Altaue                    | Kar                | Baiersbronn                                       | 48° 29′ 1,8″ N, 8° 22′ 6,5″ O   |                | Geologische Einheit: Unterer Buntsandstein                                                                              |
| 1122                 | Hahnbergloch ca. 3100 m WSW von Baiersbronn-Huzenbach                                 | Kar                | Baiersbronn Gemarkung Huzenbach                   | 48° 34′ 46,8″ N, 8° 20′ 52,9″ O |                | Geologische Einheit: Unterer Buntsandstein Status: mit geschützt (Nationalpark Schwarzwald)                             |
| 1123                 | Huzenbacher See ca. 3200 m WSW von Baiersbronn-Huzenbach                              | Kar                | Baiersbronn Gemarkung Huzenbach                   | 48° 34′ 29″ N, 8° 20′ 54,6″ O   |                | Geologische Einheit: Unterer Buntsandstein Status: mit geschützt (Nationalpark Schwarzwald)                             |
| 1124                 | Schwarzmüsse (Schwarzmiß) ca. 3300 m WNW von Röt                                      | Kar                | Baiersbronn Gemarkung Huzenbach                   | 48° 34′ 7,9″ N, 8° 21′ 37,3″ O  |                | Geologische Einheit: Unterer Buntsandstein Status: mit geschützt (Nationalpark Schwarzwald)                             |
| 1125                 | Kar in der Höll ca. 2000 m W von Heselbach                                            | Kar                | Baiersbronn Gemarkung Klosterreichenbach          | 48° 32′ 31,1″ N, 8° 22′ 39″ O   |                | Geologische Einheit: Unterer Buntsandstein                                                                              |
| 1126                 | Seeloch ca. 1500 m NW von Röt                                                         | Kar                | Baiersbronn Gemarkung Röttingen                   | 48° 34′ 0,5″ N, 8° 22′ 56,9″ O  |                | Geologische Einheit: Unterer Buntsandstein                                                                              |
| 1127                 | Aufschluss an der Bahnlinie, Schwarzenberg                                            | Aufschluss         | Baiersbronn Gemarkung Schwarzenberg               | 48° 35′ 52,9″ N, 8° 23′ 4,8″ O  |                | Geologische Einheit: Granulit                                                                                           |
| 1128                 | Doline S von Dettensee                                                                | Doline             | Empfingen                                         | 48° 24′ 33,2″ N, 8° 43′ 1″ O    |                | Geologische Einheit: Unterer Keuper                                                                                     |
| 1129                 | Steinbruch an der Strasse Dietersweiler-Glatten                                       | Aufschluss         | Freudenstadt Gemarkung Dietersweiler              | 48° 26′ 43,1″ N, 8° 29′ 29,1″ O |                | Geologische Einheit: Oberer Buntsandstein                                                                               |
| 1130                 | Felswand am Kurmittelhaus, Freudenstadt                                               | Aufschluss         | Freudenstadt                                      | 48° 27′ 28,7″ N, 8° 24′ 34,1″ O |                | Geologische Einheit: Mittlerer Buntsandstein                                                                            |
| 1131                 | Urschenloch oberh. eines Seitentälchens zum Forbach ca. 1000 m WSW von Baiersbronn    | Kar                | Freudenstadt                                      | 48° 28′ 34,4″ N, 8° 21′ 45,4″ O |                | Geologische Einheit: Unterer Buntsandstein                                                                              |
| 1132                 | Kar im Jägerloch ca. 1000 m SSW von Baiersbronn-Reinhäusle                            | Kar                | Freudenstadt                                      | 48° 28′ 22,6″ N, 8° 22′ 9,4″ O  |                | Geologische Einheit: Unterer Buntsandstein                                                                              |
| 1133                 | Kar im Kohlwiesle am NE-Hang des Forbachtals ca. 1700 m WNW von Freudenstadt          | Kar                | Freudenstadt                                      | 48° 28′ 9,7″ N, 8° 23′ 14,8″ O  |                | Geologische Einheit: Unterer Buntsandstein                                                                              |
| 1134                 | Franzosengrüble am NE-Hang des Forbachtals wenig W von Freudenstadt                   | Kar                | Freudenstadt                                      | 48° 27′ 53,4″ N, 8° 23′ 57,8″ O |                | Geologische Einheit: Unterer Buntsandstein                                                                              |
| 1135                 | Kar beim Bärenschloß wenig SW von Freudenstadt                                        | Kar                | Freudenstadt                                      | 48° 27′ 37″ N, 8° 24′ 15,5″ O   |                | Geologische Einheit: Unterer Buntsandstein                                                                              |
| 1136                 | Kar bei der Schleh'schen Mahlmühle im hint. Forbachtal ca. 2600 m SW von Freudenstadt | Kar                | Freudenstadt                                      | 48° 27′ 17,7″ N, 8° 22′ 43,8″ O |                | Geologische Einheit: Unterer Buntsandstein                                                                              |
| 1137                 | Kar im Schnakenloch im hint. Forbachtal ca. 2400 m SW von Freudenstadt                | Kar                | Freudenstadt                                      | 48° 27′ 12,6″ N, 8° 23′ 4,3″ O  |                | Geologische Einheit: Unterer Buntsandstein                                                                              |
| 1138                 | Steinbruch Hessenwiesen E von Dietersweiler                                           | Aufschluss         | Glatten                                           | 48° 26′ 42,2″ N, 8° 29′ 29,1″ O |                | Geologische Einheit: Unterer Buntsandstein                                                                              |
| 1139                 | See im Seehaus S von Grünmettstetten                                                  | Landschaftselement | Horb am Neckar Gemarkung Grünmettstetten          | 48° 26′ 49,1″ N, 8° 36′ 56,2″ O |                | Geologische Einheit: Oberer Muschelkalk                                                                                 |
| 1140                 | Ehem. Steinbruch beim Kegelhof W von Horb                                             | Aufschluss         | Horb am Neckar                                    | 48° 27′ 4″ N, 8° 40′ 42,9″ O    |                | Geologische Einheit: Oberer Muschelkalk                                                                                 |
| 1141                 | Felswand im Haugenloch E von Horb                                                     | Aufschluss         | Horb am Neckar                                    | 48° 27′ 1,3″ N, 8° 42′ 12,9″ O  |                | Geologische Einheit: Oberer Muschelkalk                                                                                 |
| 1142                 | N-Einfahrt des Loßburger Tunnels, Loßburg                                             | Aufschluss         | Loßburg                                           | 48° 24′ 49,8″ N, 8° 27′ 3,3″ O  |                | Geologische Einheit: Oberer Buntsandstein                                                                               |
| 1143                 | Karmulde bei der Lohmühle ca. 3000 m WSW von Loßburg                                  | Kar                | Loßburg Gemarkung Schömberg                       | 48° 23′ 59″ N, 8° 24′ 58″ O     |                | Geologische Einheit: Unterer Buntsandstein                                                                              |
| 1144                 | Kar im Haugenloch ca. 2700 m SW von Loßburg                                           | Kar                | Loßburg Gemarkung Schömberg                       | 48° 23′ 33,9″ N, 8° 25′ 26,4″ O |                | Geologische Einheit: Unterer Buntsandstein                                                                              |
| 1145                 | Kar im Erzbrunnen ca. 1600 m SW von Gompelscheuer                                     | Kar                | Seewald Gemarkung Besenfeld                       | 48° 37′ 31,2″ N, 8° 25′ 50,1″ O |                | Geologische Einheit: Unterer Buntsandstein                                                                              |
| 1146                 | Kessel W oberh. von Schorrental ca. 2000 m SE von Seewald                             | Kar                | Seewald Gemarkung Besenfeld                       | 48° 34′ 59,8″ N, 8° 26′ 19,6″ O |                | Geologische Einheit: Unterer Buntsandstein                                                                              |